# Юнсеред
Юнсеред (на шведски: Jonsered) е малък град в югозападната част на Швеция, лен Вестра Йоталанд, община Партиле. Намира се на около 400 km на югозапад от столицата Стокхолм и на 7 km на североизток от центъра на лена Гьотеборг. Има жп гара. Населението на града е 909 жители, по приблизителна оценка от декември 2017 г.